# Musée d’ethnographie de Neuchâtel

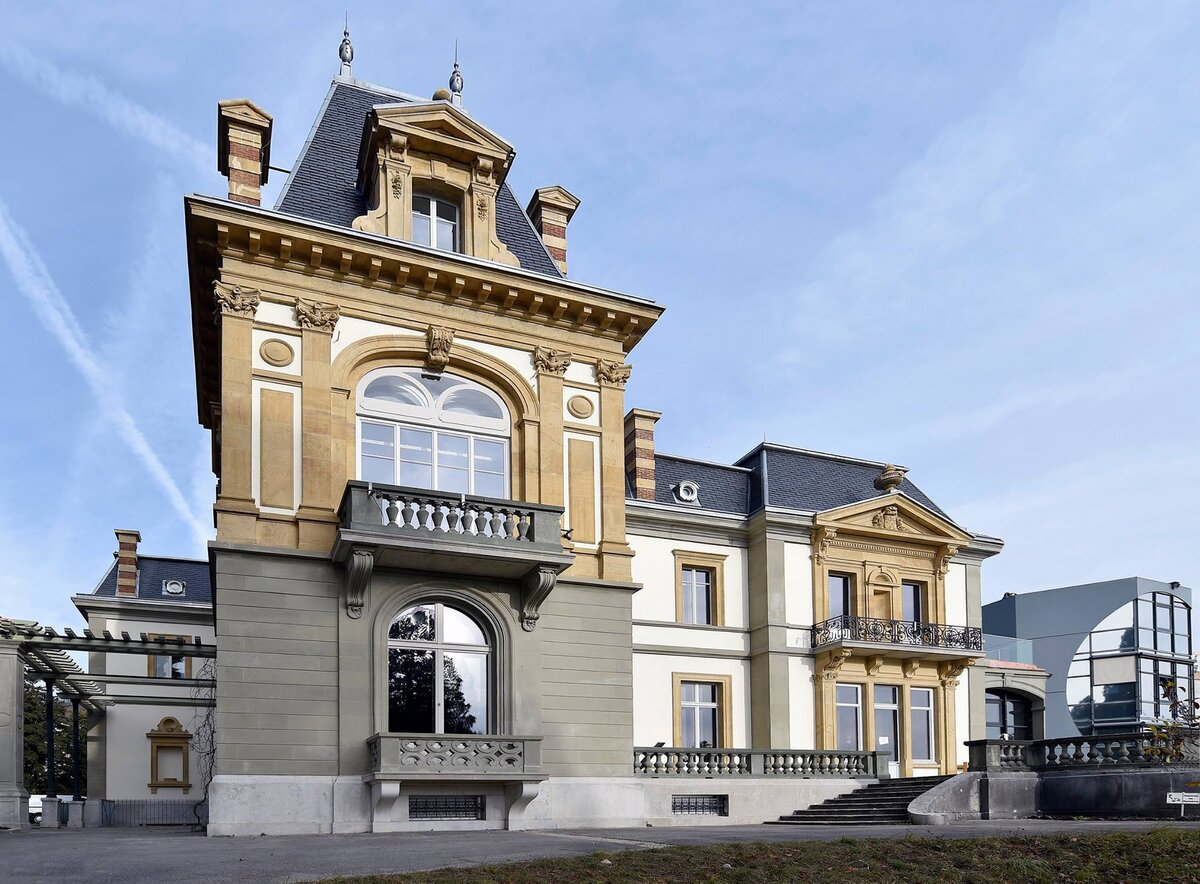
Musée d’ethnographie

Das Musée d’ethnographie de Neuchâtel (MEN), zu Deutsch Ethnographisches Museum der Stadt Neuenburg, ist ein Schweizer ethnographisches Museum, das vor allem auf den afrikanischen Kontinent ausgerichtet ist. Das Museum und seine Sammlungen weisen eine über 200-jährige Geschichte auf und gehen bis auf General Charles-Daniel de Meuron (1738–1806) zurück.
Die Themen der Sonderausstellungen gehen weit über die klassische Ethnographie hinaus in den Bereich der Alltagskultur des 20. und 21. Jahrhunderts.
Das Hauptgebäude wurde 1870 bis 1871 für James de Pury als grossbürgerliche Villa von Léo Châtelain geplant und gehört zu den Hauptwerken des Neuenburger Architekten.
Zum 100-jährigen Bestehen des Museums wurde aus Gründen des Raummangels im Jahr 2004 ein Wettbewerb für eine Erweiterung ausgeschrieben. Den ersten Preis gewannen Raphael Zuber und Helena Brobäck zusammen mit Conzett Bronzini Gartmann, jedoch wurde das Projekt nicht realisiert und ein anderes Projekt zu einem späteren Zeitpunkt umgesetzt. In der Jury saß u. a. Christian Kerez.